# 泰勒·霍恩比-福布斯
泰勒·霍恩比-福布斯（英語：Tyler Hornby-Forbes；1996年3月8日—）是一位英格蘭足球運動員。在場上的位置是右邊鋒或右後衛。他現在效力於英格蘭足球甲級聯賽球隊弗利特伍德镇足球俱乐部。